# Karin Slaughter
Karin Slaughter (Georgia; 6 de enero de 1971) es una escritora estadounidense de novela negra.

## Biografía
Su primera obra, Ceguera (2001), se convirtió en un éxito internacional, fue publicada en más de 30 idiomas y estuvo en la lista de finalistas para el Premio Daga de Oro de la Asociación de Escritores de Serie Negra al "Mejor Debut de Thriller" del 2001. Ha vendido más de 30 millones de copias de sus libros y ha sido publicada en 32 idiomas.
Fractured (2008), su segunda novela de las series Will Trent, debutó en el número uno en Reino Unido y Holanda y fue el número uno de la lista de ficción para adultos en Australia. Al mismo tiempo, Perseguidas se publicó en Alemania en el número uno.
Slaughter nació en una pequeña localidad al sur de Georgia. Actualmente reside en Atlanta, es conocida por acuñar el término "investigoogling" en 2006.
Actualmente, Slaughter colabora en el proyecto "Save the libraries" del que se beneficia la Biblioteca Pública del condado de DeKalb.
En 2009, Slaughter reunió a los personajes de sus dos series principales: Grant County y Will Trent en su novela El número de la traición (Undone), conocida internacionalmente como Genesis. Will Trent y otros personajes de esas series trabajan en un caso ocurrido en Atlanta con Sara Linton, de Grant County. Además, entrelaza a Will Trent y Sara Linton en su libro "Broken," publicado en 2010, que se sitúa en el ficticio condado de Grant.

## Serie Grant County
Slaughter es principalmente conocida por su serie Grant County:
- Ceguera (Blindsighted, 2001)
- Kisscut (2002)
- Temor frío (A Faint Cold Fear, 2003)
- Herida (Indelible, 2004)
- Perseguidas (Faithless, 2005)
- Beyond Reach / Skin Privilege (2007)

Situadas en el pueblo ficticio de Heartsdale, Georgia (en el condado ficticio de Grant) la narrativa se lleva a cabo desde la perspectiva de sus tres personajes principales: Sara Linton, la pediatra del pueblo y forense a media jornada; su exmarido con quien volvió a casarse, Jeffrey Tolliver, que es el jefe de policía; y su subordinada, la detective Lena Adams, el personaje más polémico de Slaughter. La última novela de Grant County se publicó en julio de 2007. Conocida como Beyond Reach en los Estados Unidos y en el resto del mundo como Skin Privilege.

## Serie Will Trent
La Serie Will Trent se sitúa en Atlanta, está protagonizada por el agente especial Will Trent del FBI y su compañera Faith Mitchell. Will ha aparecido en Triptych, Fractured, El número de la traición, Palabras Rotas, Pecado Original, Fallen y Criminal (2012). En mayo de 2012 la novela "Snatched" se publicó como e-book. Contiene el primer capítulo del siguiente libro, Criminal, que fue publicado en julio del mismo año. A Criminal le siguen dos más "Busted" y "Unseen" (2013).